# Pimelodella altipinnis
Pimelodella altipinnis es una especie de peces de la familia Heptapteridae en el orden de los Siluriformes.

## Morfología
• Los machos pueden llegar alcanzar los 6,4 cm de longitud total.

## Hábitat
Es un pez de agua dulce.

## Distribución geográfica
Se encuentran en América: cuenca del río Esequibo (Guayana ).